# بدو
البدو هم سكان البادية الرعاة الرحل الذين يسكنون الخيام وبيوت الشعر ويعيشون على رعي الإبل والماشية ويتنقلون من مكان لآخر طلباً للماء والكلأ. في قاموس لسان العرب: البدو هم ضد الحضر، والبادية خلاف الحاضرة سواءً من العرب أو سواهم؛ بكل الأحوال فالاستعمال الحالي لمصطلح بدو، يشير إلى مجتمع البادية الممتد من غرب إيران إلى شمال إفريقيا مرورا ببادية الشرق الأوسط في العراق والشام من البدو الرّحل.
يعيش البدو على الرعي بشكل أساسي، ولذلك هم من الرعاة الرحل. وتجارة المواشي والمؤن ويربي البدو في بادية الشام والعراق وشمال شبه الجزيرة العربية الجمال وبعض الأغنام. والبدو منتشرون في أنحاء متفرقة من دول الخليج والصحراء السورية وغرب العراق وغرب إيران وشرق الاناضول وسيناء والنقب والأردن وفلسطين المحتلة وفي الصحراء الشرقية والصحراء الغربية من شمال أفريقيا. والحياة في البادية تتيح للبدو ممارسة نمط حياتهم التقليدي بعيداً عن مؤثرات التمدن.

## خصائص البدو
يتميز البدو أهل الوبر عن الحضر أهل المدن بخصائص عديدة منها:
١-يختلف الإنسان البدوي عن الحضري بقوة الأجسام والحواس واللهجة؛ لأنّ أهل البادية يعتمدون على الترحال والتنقل الدائم، فلذلك تكون بنية أجسامهم أقوى ولهجاتهم لم يدخلها الأعجمي.
٢- هناك فرق بين نبات البادية، ونبات الحضر؛ فنبات البدو لم يتعرض لأيّ تهجين.
٣- البدو أقدم عمرًا من الحضر؛ فالبادية أصل العمارة والحضر يتمتعون بالترف والكمال.
٤-تتميز حياة البدو بالخشونة وحياة الحضر بالرقة؛ لأنّ حياة البدو معتمدة على الترحال والتنقل، أما الحضر فحياتهم معتمدة على الاستقرار.
٥-حياة البدو معتمدة على الصيد و الغزو والتهيب للأخطار، أمّا الحضر حمايتهم فمعتمدة على الأسوار والقانون.

## أقسام البدو
ينقسم البدو بحسب نمط عيشهم إلى
- البدو الرحل : وهم الذين يقتنون الإبل بنسبة أعلى من الغنم وتكون نجعتهم وترحالهم طويلة بحدود 400 إلى 1000 كيلو متر
- البدو نصف الرحل : وهم الذين يقتنون الغنم بنسبة أعلى من الإبل وتكون نجعتهم وترحالهم قصيرة بحدود 200 إلى 400 كيلومتر

ويعتبر القسم الثاني هي المرحلة الوسطى بين البداوة والحضارة فنصف الرحل كانوا من البدو الرحل سابقا وسيصبحون من الحضر لاحقا 

## بيوت الشعر

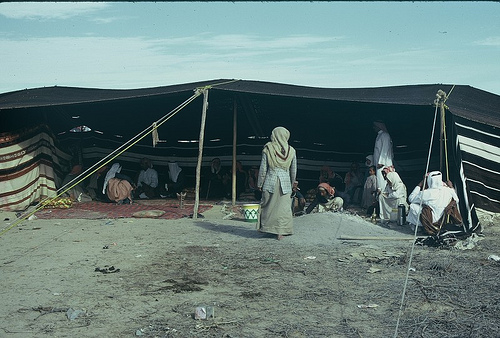
تعتبر بيوت الشعر هي المسكن التقليدي للبدو

وَرَدَ فِي القرآن الكريم وصف مساكن البدو وأثاثهم وأمتعتهم: ﴿وَاللَّهُ جَعَلَ لَكُمْ مِنْ بُيُوتِكُمْ سَكَنًا وَجَعَلَ لَكُمْ مِنْ جُلُودِ الْأَنْعَامِ بُيُوتًا تَسْتَخِفُّونَهَا يَوْمَ ظَعْنِكُمْ وَيَوْمَ إِقَامَتِكُمْ وَمِنْ أَصْوَافِهَا وَأَوْبَارِهَا وَأَشْعَارِهَا أَثَاثًا وَمَتَاعًا إِلَى حِينٍ ۝٨٠﴾. (سورة النحل، الآية 80).

## التقاليد

### الرعي
شكلت الماشية ورعي الماعز والأغنام والجمال العربية بشكل أساسي سبل العيش التقليدية للبدو. استُخدمت في إنتاج اللحوم ومنتجات الألبان والصوف. معظم الأطعمة الأساسية التي تتألف منها حمية البدو كانت من منتجات الألبان.
للجمال، على وجه الخصوص، العديد من الاستخدامات الثقافية والوظيفية. فلأنها كانت تُعتبر «هبة من الله»، كانت مصدر الغذاء الرئيسي ووسيلة النقل للعديد من البدو. بالإضافة إلى إمكانيات الحلب غير العادية في ظروف الصحراء القاسية، كان البدو يأكلون لحومها في بعض الأحيان. كتقليد ثقافي، كانت تُنظم سباقات الهجن خلال المناسبات الاحتفالية، مثل حفلات الزفاف أو المهرجانات الدينية.
تعيش بعض المجتمعات البدوية في المناطق القاحلة. في المناطق التي يكون فيها هطول الأمطار غير متوقع، يُنقل المخيم بشكل غير منتظم، اعتمادًا على توافر المراعي الخضراء. حيث يمكن التنبؤ بهطول الأمطار الشتوية في مناطق أبعد تقع في الجنوب، يزرع بعض البدو الحبوب على طول طرق هجرتهم. وهذا يوفر موردًا للثروة الحيوانية طوال فصل الشتاء. في مناطق مثل غرب إفريقيا، حيث توجد كميات أكبر من الأمطار التي يمكن التنبؤ بها، يمارس البدو الارتحال الرعوي. يزرعون المحاصيل بالقرب من منازل شبه دائمة في الوديان حيث يوجد المزيد من الأمطار وينقلون ماشيتهم إلى مراعي المرتفعات.

### الشعر الشفهي
كان الشعر الشفهي الفن الأكثر شعبية بين البدو. كان وجود شاعر في قبيلة المرء يُعد موضع تقدير كبير في المجتمع. بالإضافة إلى كونه شكلًا من أشكال الفن، استُخدم الشعر كوسيلة لنقل المعلومات والضبط الاجتماعي.

### الإغارة أو الغزو
تُعرف العادة التقليدية المنظمة جيدًا للقبائل البدوية من الإغارة على القبائل الأخرى أو القوافل أو المستوطنات في اللغة العربية باسم غزو.

## التاريخ

### التاريخ المبكر

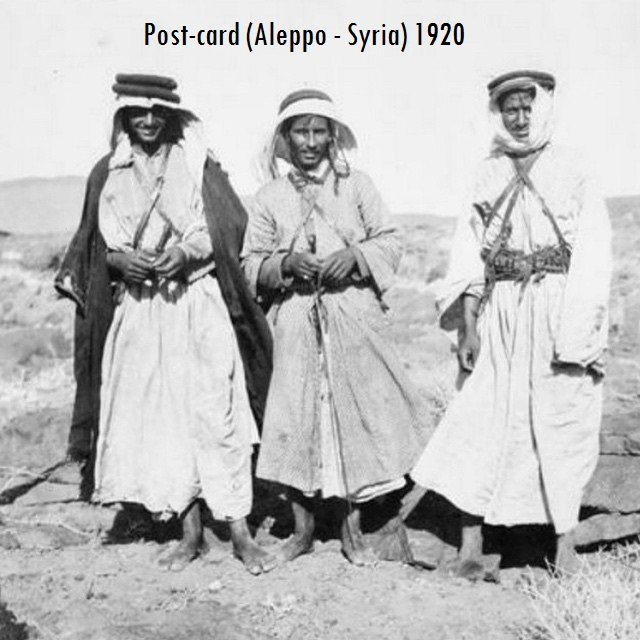
رجال من بادية حلب عام 1920

تاريخيًا، بدأ البدو في الرعي البدوي والزراعة وصيد الأسماك أحيانًا في السهوب السورية منذ 6000 قبل الميلاد. بحلول عام 850 قبل الميلاد، أُنشئت شبكة معقدة من المستوطنات والمخيمات. كان مصدر الدخل الرئيسي لهؤلاء الناس هو فرض الضرائب على القوافل، والجزية التي تُجمع من المستوطنات غير البدوية. كما أن من مصادر دخلهم نقل البضائع والأشخاص في القوافل التي تسحبها الإبل الأليفة عبر الصحراء. ونظرًا لندرة المياه والأراضي الرعوية الدائمة كان لزامًا عليهم التحرك باستمرار.
وقد أطلق العرب قديماً على أهل البادية ألقاب كثيرة، منها : أهل الوبر، والرحل، والأعراب وهو لقب للبدو الذين جاوروا حواضر العرب وتنقلوا بديارهم وتحدثوا بلسانهم. والأعرابي هو المقيم في البادية ويسكن الخيام ولا يستقرّ في موضع معيّن، ويجاور حواضر العرب، سواء كان من العرب أو حليفهم. قال الشوكاني : الأعراب هم سكان البادية لقوله تعالى «بَادُونَ فِي الْأَعْرَابِ» .
أفاد الرحالة المغربي ابن بطوطة أنه في عام 1326 على الطريق المؤدي إلى غزة، كان للسلطات المصرية مركز جمركي في كاتيا على الساحل الشمالي لسيناء. هنا كان البدو يُستخدمون لحراسة الطريق وتعقب أولئك الذين يحاولون عبور الحدود دون إذن.
يعتقد النحويون والعلماء في العصور الوسطى المبكرة الذين يسعون إلى تطوير نظام لمعيرة اللغة العربية الفصحى المعاصرة من أجل الحصول على أقصى قدر من الوضوح في جميع أنحاء الأماكن الناطقة بالعربية، أن البدو يتحدثون بأكثر اللهجات نقاءً ومحافظةً في اللغة. لحل اختلافات النطق، طُلب من البدو سرد قصائد معينة، إذ اعتُمد على الإجماع لتقرير نطق وهجاء كلمات معينة.

### الحقبة العثمانية
حدثت مذبحة قافلة الحج ونهبها من قبل رجال القبائل البدوية في 1757، بقيادة قعدان الفايز من قبيلة بني صخر. قُتل ما يقدر بنحو 20 ألف حاج في الغارة أو ماتوا من الجوع أو العطش نتيجة لذلك. على الرغم من أن الغارات البدوية على قوافل الحج كانت شائعة إلى حد ما، مثلت غارة 1757 ذروة هذه الهجمات.
بموجب إصلاحات التنظيمات العثمانية في عام 1858، أُصدر قانون جديد للأراضي العثمانية، والذي قدم الأسس القانونية لنزوح البدو. مع خسارة الإمبراطورية العثمانية للسلطة تدريجيًا، أنشأ هذا القانون عملية تسجيل أراض غير مسبوقة تهدف أيضًا إلى تعزيز القاعدة الضريبية للإمبراطورية. اختار عدد قليل من البدو تسجيل أراضيهم مع الطابو العثمانية بسبب ضعف نفوذ العثمانيين والأمية ورفض دفع الضرائب وبعد صلة وثائق مكتوبة بالملكية عن طريقة الحياة البدوية في ذلك الوقت.
في نهاية القرن التاسع عشر، وطَّن السلطان عبد الحميد الثاني السكان المسلمين (الشراكسة) من البلقان والقوقاز في المناطق التي يسكنها البدو في الغالب في مناطق سوريا ولبنان والأردن وفلسطين حاليًا، كما أنشأ العديد من المستوطنات البدوية الدائمة، رغم أنها لم يبق منها إلا القليل.
شرعت السلطات العثمانية أيضًا في الاستحواذ الخاص على قطع كبيرة من أراضي الدولة التي قدمها السلطان لأصحاب الأراضي الغائبين (الأفندية). أُحضر العديد من المستأجرين من أجل زراعة الأراضي المكتسبة حديثًا. غالبًا ما جاء على حساب الأراضي البدوية.
في أواخر القرن التاسع عشر، بدأ العديد من البدو في الانتقال إلى نمط حياة شبه بدوي. كان أحد العوامل هو تأثير سلطات الإمبراطورية العثمانية التي بدأت في فرض الاستقرار على البدو الذين يعيشون على أراضيها. اعتبرت السلطات العثمانية البدو تهديدًا لسيطرة الدولة وعملت بجد على إرساء القانون والنظام في النقب. خلال الحرب العالمية الأولى، حارب بدو النقب مع الأتراك ضد البريطانيين، ولكن في وقت لاحق، بمساعدة تي. إي. لورنس، تحول البدو إلى الجانب الآخر وقاتلوا الأتراك. قاد حمد باشا الصوفي (توفي عام 1923)، شيخ قبيلة النجمات الفرعية في ترابين، قوة تتكون من 1500 رجل انضموا إلى الهجوم التركي على قناة السويس.
في التأريخ الاستشراقي، قيل عن بدو النقب أنهم لم يتأثروا إلى حد كبير بالتغيرات في العالم الخارجي حتى وقت قريب. غالبًا ما كان مجتمعهم يُعتبر «عالمًا بدون وقت». تحدى العلماء المحدثين فكرة أن البدو هم انعكاسات «متحجرة» أو «راكدة» لثقافة صحراوية لا تتغير. أظهر إيمانويل ماركس أن البدو كانوا على علاقة متبادلة ديناميكية باستمرار مع المراكز الحضرية. ويشرح الباحث في شئون البدو مايكل ميكر أن «المدينة كانت لتوجد في وسطهم».

### في القرن العشرين

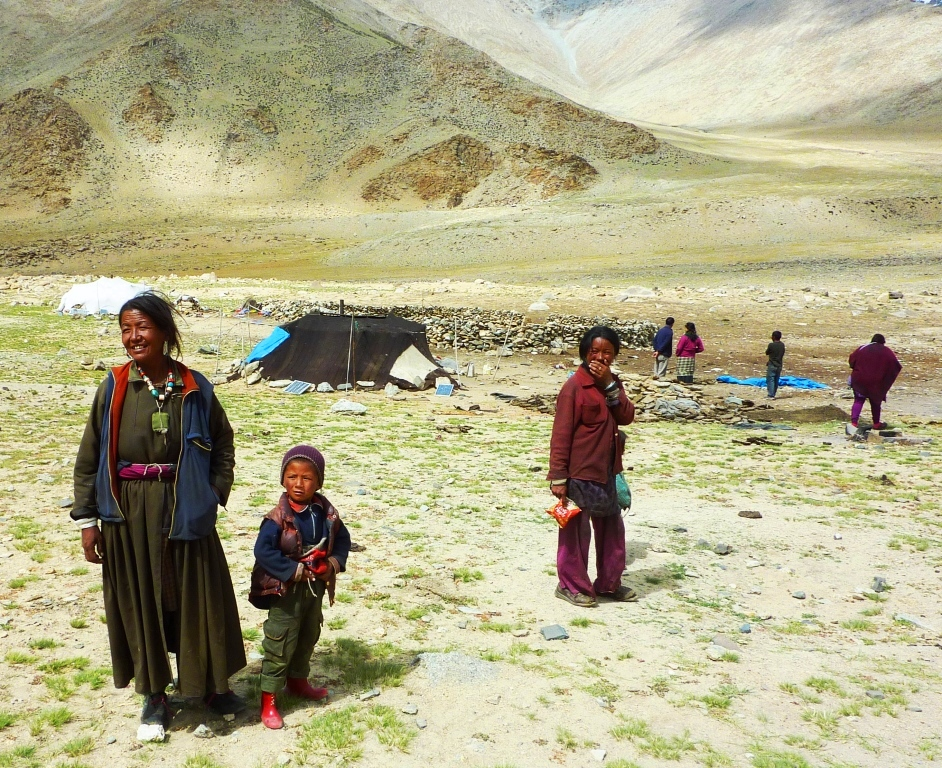
بدو من آسيا الوسطى

في الخمسينات والستينات من القرن الماضي، بدأت أعداد كبيرة من البدو في جميع أنحاء وسط غرب آسيا في ترك الحياة البدوية التقليدية للاستقرار في مدن وسط غرب آسيا، خاصة مع تقلص المدى الحراري ونمو عدد السكان. على سبيل المثال، في سوريا، انتهت طريقة الحياة البدوية فعليًا خلال جفاف شديد من 1958 إلى 1961، مما أجبر العديد من البدو على التخلي عن الرعي والاتجاه إلى وظائف عادية. وبالمثل، أدت السياسات الحكومية في مصر وإسرائيل والأردن والعراق وتونس والدول العربية المنتجة للنفط في الخليج العربي وليبيا، بالإضافة إلى الرغبة في تحسين مستويات المعيشة، إلى دفع معظم البدو كي يصبحوا مواطنين مستقرين في مختلف الدول، بدلاً من كونهم رعاة بدو عديمي الجنسية.
وُضع قيد التنفيذ السياسات الحكومية التي تضغط على البدو في بعض الحالات في محاولة لتقديم الخدمة (المدارس، والرعاية الصحية، وفرض القانون، وما إلى ذلك)، ولكن في حالات أخرى استندت إلى الرغبة في الاستيلاء على الأراضي التي أخذها البدو تقليديًا وسيطروا عليها. في السنوات الأخيرة، تبنى بعض البدو هواية تربية الحيوانات وتربية الحمام الأبيض، بينما جدد آخرون الممارسة التقليدية لصيد الصقور.

## معرض الصور

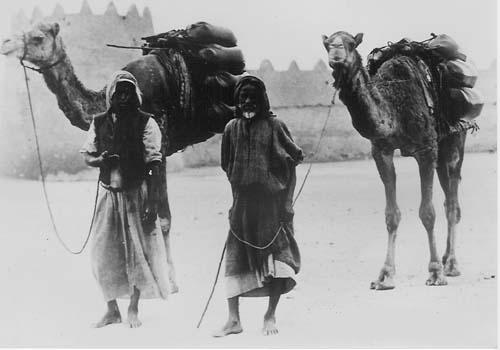
بدو من الجزيرة العربية
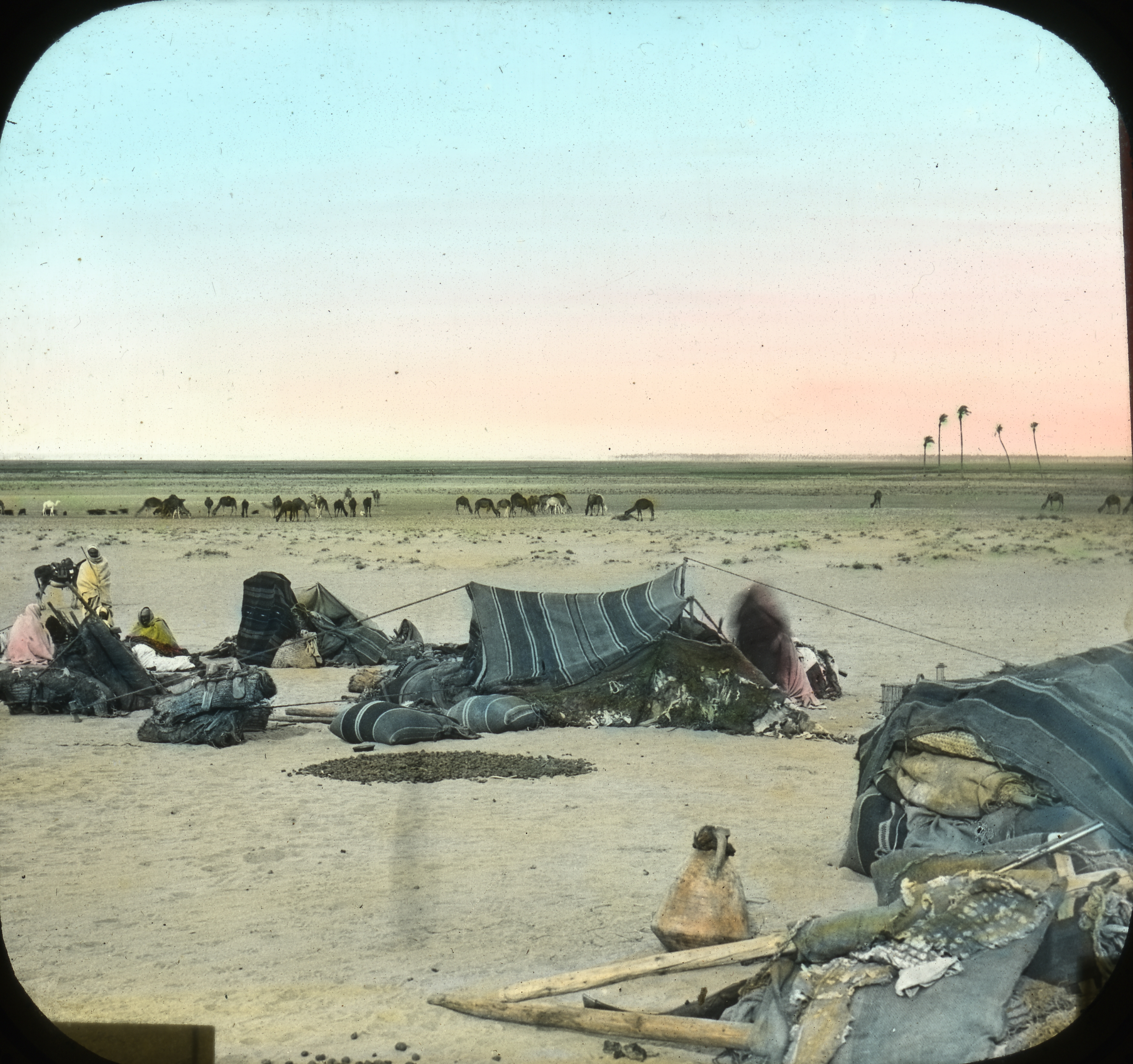
بدو يرعون في « أبو صير » مصر.
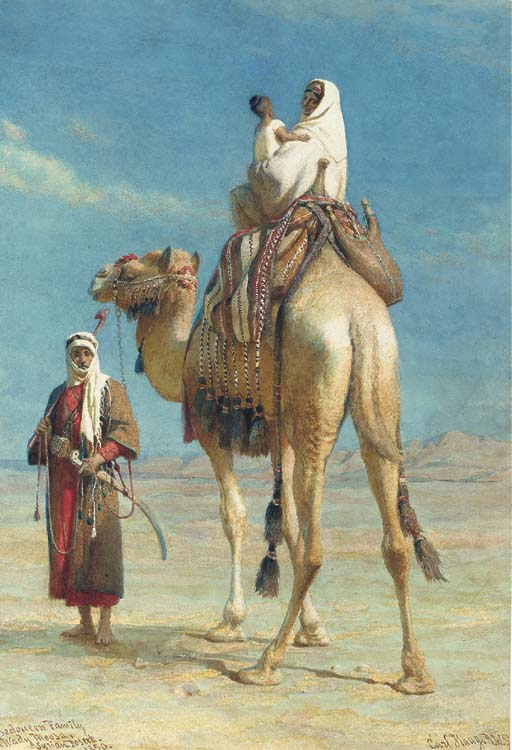
لوحة لعائلة بدوية في وادي موسى، الصحراء السورية عام 1859.
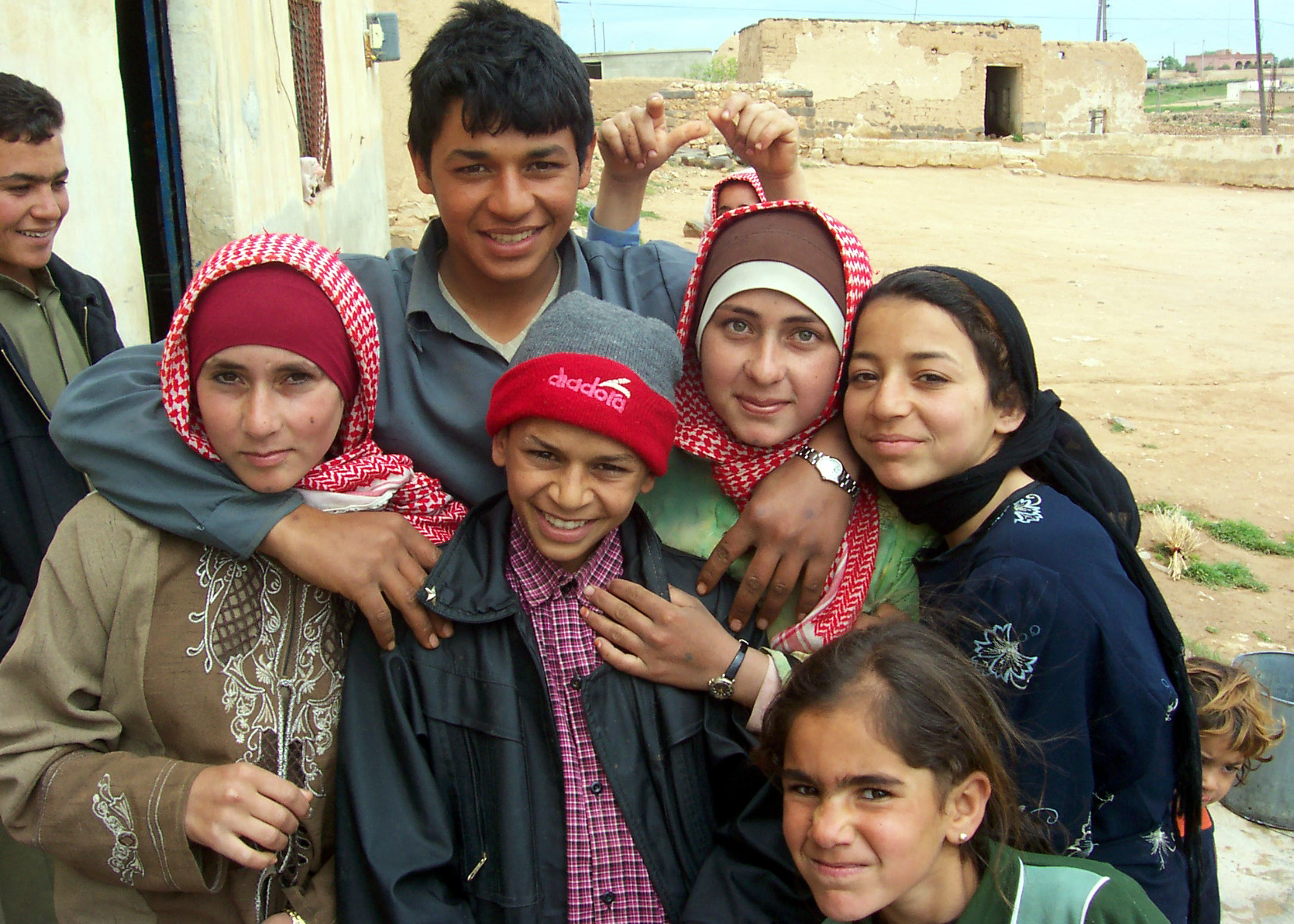
عائلة بدوية في حلب سوريا عام 2004.